# × Rodricidium
× Rodricidium viết tắt trong thương mại là Rdcm. là một chi lan lai giữa các chi Oncidium and Rodriguezia (Onc. × Rdza.).